# Caia (Mozambico)
Caia è un centro abitato del Mozambico situato nella provincia di Sofala; capoluogo dell'omonimo distretto, conta 64.548 abitanti (stima 2012).